# Episodi di Dog with a Blog (seconda stagione)
La seconda stagione della serie televisiva Dog with a Blog è stata trasmessa negli Stati Uniti dal 20 settembre 2013 al 12 settembre 2014.
In Italia è trasmessa dal 2 maggio 2014 al 6 marzo 2016.
| nº | Titolo originale                             | Titolo italiano                    | Prima TV USA      | Prima TV Italia  |
| -- | -------------------------------------------- | ---------------------------------- | ----------------- | ---------------- |
| 1  | Too Short                                    | Troppo corti                       | 20 settembre 2013 | 2 maggio 2014    |
| 2  | Good Girl Gone Bad                           | Brava ragazza cambia rotta         | 27 settembre 2013 | 9 maggio 2014    |
| 3  | Howloween                                    | Tutti pazzi per Halloween          | 4 ottobre 2013    | 16 maggio 2014   |
| 4  | Stan Makes His Mark                          | Stan lascia un segno               | 11 ottobre 2013   | 30 maggio 2014   |
| 5  | Tyler Gets A Grillfriend                     | Il bello e la bestia               | 1º novembre 2013  | 23 novembre 2014 |
| 6  | Don't Karl Us, We'll Karl You                | Il misterioso Walter Perkins       | 22 novembre 2013  | 30 novembre 2014 |
| 7  | Twas the Flight Before Christmas             | Natale in casa James               | 6 dicembre 2013   | 14 dicembre 2014 |
| 8  | Lost in Stanslation                          | Si, mucho                          | 10 gennaio 2014   | 7 dicembre 2014  |
| 9  | Avery B. Jealous                             | Avery è gelosa                     | 24 gennaio 2014   | 12 gennaio 2015  |
| 10 | Love Ty-Angle                                | La ragazza dei sogni               | 21 febbraio 2014  | 13 gennaio 2015  |
| 11 | Stan Runs Away                               | La fuga di Stan                    | 28 febbraio 2014  | 14 gennaio 2015  |
| 12 | I Want My Nikki Back, Nikki Back, Nikki Back | Rivoglio la mia Nikki              | 7 marzo 2014      | 15 gennaio 2015  |
| 13 | Avery-body Dance Now                         | Lezioni di ballo                   | 21 marzo 2014     | 16 gennaio 2015  |
| 14 | The Green-Eyed Monster                       | Shakespeare, che passione          | 4 aprile 2014     | 25 gennaio 2015  |
| 15 | Who's Training Who?                          | Chi ha bisogno di addestramento?   | 11 aprile 2014    | 1º febbraio 2015 |
| 16 | Love, Lose and a Beanbag Toss                | Carnevale sicuro                   | 16 maggio 2014    | 8 febbraio 2015  |
| 17 | How I Met Your Brother and Sister            | Di nuovo sposi                     | 13 giugno 2014    | 15 febbraio 2015 |
| 18 | Will Sing For Food Truck                     | Il furgoncino ferma qua            | 20 giugno 2014    | 22 febbraio 2015 |
| 19 | Stuck in the Mini with You                   | Perse nella tormenta               | 18 luglio 2014    | 1º marzo 2015    |
| 20 | Pod People from Pasadena                     | Il senso della vita                | 25 luglio 2014    | 8 marzo 2015     |
| 21 | The Mutt and the Mogul                       | Il meticcio e il riccone           | 1º agosto 2014    | 15 marzo 2015    |
| 22 | Stan Gets Schooled                           | Stan va a scuola                   | 15 agosto 2014    | 22 marzo 2015    |
| 23 | Karl Finds Out Stan's Secret                 | Karl e il segreto di Stan          | 22 agosto 2014    | 29 marzo 2015    |
| 24 | The Kids Find Out Stan Blogs                 | I ragazzi scoprono il blog di Stan | 12 settembre 2014 | 6 marzo 2016     |

## Troppo corti
- Titolo: Too Short
- Diretto da: Shelley Jensen
- Scritto da: Kanashi Elkridge

### Trama
Avery è eccitata all'idea di cominciare il nuovo anno scolastico, ma si rende conto che i suoi compagni sono cresciuti durante l'estate, mentre lei no. Tyler è imbarazzato dal suo nuovo taglio di capelli, e per due giorni indossa un cappuccio. Chloe ha problemi con i pranzetti preparati da Ellen.

## Brava ragazza cambia rotta
- Titolo: Good Girl Gone Bad
- Diretto da: Shelley Jensen
- Scritto da: Richard Gurman

### Trama
Avery è stanca di essere vista sempre come la prima della classe, e si sforza di trovare un modo per essere considerata un po' più ribelle pur continuando a rimanere se stessa. Intanto Tyler scopre di non piacere a tutti, anche se ne era sempre stato convinto.

## Tutti pazzi per Halloween
- Titolo: Howloween
- Diretto da: Shelley Jensen
- Scritto da: Steve Jarczak & Shawn Thomas

### Trama
Avery viene a sapere che Wes parteciperà alla festa di Halloween di Dwight Chandler, e cerca di abbandonare la sua festa in famiglia, che aveva il compito di organizzare. Senza il suo aiuto la festa è un fallimento, finché non verrà a sapere che Wes sta arrivando a casa sua, e organizzerà una festa spettacolare.

## Stan lascia un segno
- Titolo: Stan Makes His Mark
- Diretto da: Shelley Jensen
- Scritto da: Jim Hope

### Trama
Quando Stan viene a sapere dal veterinario che gli restano nove anni di vita, cerca lasciare una sua traccia nella storia facendo un video in cui parla. Avery e Tyler cercano di cancellare il video e proteggere il segreto di Stan. Nel frattempo, Ellen si fa assumere dal veterinario come sua assistente.

## Il bello e la bestia
- Titolo: Tyler Gets A Grillfriend
- Diretto da: Shelley Jensen
- Scritto da: Alison Brown

### Trama
Falco viene sostituito da sua sorella Caimano nella gestione del furgoncino. Intanto, mentre la mamma di Emily non gradisce che Tyler frequenti sua figlia, Avery non sopporta che Ellen e Chloe passino molto tempo insieme.

## Il misterioso Walter Perkins
- Titolo: Don't Karl Us, We'll Karl You
- Diretto da: Shelley Jensen
- Scritto da: Judd Pillott

### Trama
Dopo che Tyler, Avery e Chloe sono costretti a uscire con il loro fastidioso vicino Karl, creano un piano per tenerlo lontano da loro.

## Natale in casa James
- Titolo: Twas the Flight Before Christmas
- Diretto da: Victor Gonzalez
- Scritto da: Richard Day

### Trama
Mentre la famiglia si prepara per il Natale, Ellen riceve una notizia catastrofica: il volo di sua sorella per le Hawaii è stato posticipato e pertanto verrà a farle visita. Nel frattempo Stan porta a casa un cane randagio per le vacanze.

## Si, mucho
- Titolo: Lost in Stanslation
- Diretto da: Shelley Jensen
- Scritto da: Greg Lisbe

### Trama
Avery ha un appuntamento con Wes e per fare colpo su di lui dice che sa lo spagnolo. Così chiede Nikki di dirle cosa dire attraverso un auricolare che lei indossa, ma quando Nikki e Tyler iniziano a litigare per via di Emily, Avery dice quello che sente e comincia a combinare guai.

## Avery è gelosa
- Titolo: Avery B. Jealous
- Diretto da: Victor Gonzalez
- Scritto da: Alison Brown

### Trama
Uno sciocco malinteso tra Avery e Wes si trasforma in un grave problema quando lui invita al cinema la migliore amica di lei: Lindsay. Intanto, Tyler chiede consiglio a Ellen su come comportarsi con il padre.

## La ragazza dei sogni
- Titolo: Love Ty-Angle
- Diretto da: Shelley Jensen
- Scritto da: Micheal B. Kaplan

### Trama
Tyler è costretto a fare una difficile scelta quando l'amicizia con Nikki comincia a interferire nella sua relazione con Emily.

## La fuga di Stan
- Titolo: Stan Runs Away
- Diretto da: Alex Zamm
- Scritto da: Micheal B. Kaplan

### Trama
Un week end in campeggio si rivela disastroso per tutta la famiglia. Ma il peggio succede quando Stan se ne va, offeso dal comportamento di Avery, che con i nervi a fior di pelle lo tratta in malo modo.

## Rivoglio la mia Nikki
- Titolo: I Want My Nikki Back, Nikki Back, Nikki Back
- Diretto da: Shelley Jensen
- Scritto da: Jim Hope

### Trama
Tyler e Nikki cercano l'aiuto di Avery per risolvere i problemi nel loro rapporto. Ellen prepara una cena deliziosa per la famiglia, ma la sera successiva viene sabotata da Stan perché non ci sono avanzi per lui.

## Lezioni di ballo
- Titolo: Avery-body Dance Now
- Diretto da: Roger Christiansen
- Scritto da: Richard Day

### Trama
Avery è entusiasta di andare al ballo con Wes, ma poi scopre che lui è un ottimo ballerino e per non fare una brutta figura chiede a Karl di darle delle lezioni. Guardandoli ballare insieme, però, Wes cade in un equivoco.

## Shakespeare, che passione
- Titolo: The Green-Eyed Monster
- Diretto da: Sean Mulcahy
- Scritto da: Greg Lisbe

### Trama
Stan è geloso del nuovo ragazzo di Avery, e senza volerlo causa la rottura tra i due. Dispiaciuto per ciò che ha combinato, cerca di rimediare facendo in modo che si rimettano insieme. 

## Chi ha bisogno di addestramento?
- Titolo: Who's Training Who?
- Diretto da: Victor Gonzalez
- Scritto da: Richard Gurman

### Trama
Stan si è abituato a passare le giornate sul divano guardando la televisione. Ellen trova il divano sempre sporco e decide di chiamare un'addestratrice. Naturalmente l'esperimento fallisce, ed Ellen e Bennett decidono che d'ora in avanti Stan vivrà fuori di casa....

## Carnevale sicuro
- Titolo: Love, Lose and a Beanbag Toss
- Diretto da: Shelley Jensen
- Scritto da: Alison Brown

### Trama
Sta arrivando il Carnevale a scuola di Avery e quest'ultima vorrebbe andare alla festa insieme a Wes. Avery però non riesce a capire per quale motivo Wes la eviti, ma alla fine viene a sapere che ha paura di dirle che sta per trasferirsi. Intanto Ellen vuole rendere il Carnevale sicuro, ma Tyler la convince che non è il caso.

## Di nuovo sposi
- Titolo: How I Met Your Brother and Sister
- Diretto da: Bruce Leddy
- Scritto da: Natasha TASH Gray

### Trama
Tyler, Avery e Chloe si ricordano della loro indisciplina che ha portato a distruggere il matrimonio dei genitori e allora decidono di ricreare il loro matrimonio.

## Il furgoncino ferma qua
- Titolo: Will Sing For Food Truck
- Diretto da: Shelley Jensen
- Scritto da: Steve Jarczak & Shawn Thomas

### Trama
Tyler è stato licenziato ed è triste perché lavorare al furgoncino è il suo sogno. Avery, invece, ha sempre desiderato cantare. Tyler pensa allora di girare uno spot per reclamizzare il furgoncino con Avery che canta e balla.

## Perse nella tormenta
- Titolo: Stuck in the Mini with You
- Diretto da: Bruce Leddy
- Scritto da: Amy Pittman

### Trama
Avery vuole portare Ellen a San Francisco per vedere una mostra dove è esposto il suo quadre preferito. Ma durante il viaggio, Ellen insiste per fare una deviazione, ma una tormenta di neve le bloccano in macchina.

## Il senso della vita
- Titolo: Pod People from Pasadena
- Diretto da: Sean Mulcahy
- Scritto da: Jay Dyer

### Trama
La costruzione di una navicella spaziale per la parata dei fiori di Pasadena catalizza l'attenzione di tutta la famiglia. Avery è incaricata di portare a termine il progetto e ne è entusiasta. Vorrebbe condividere il lavoro con Bennet, ma lui non si fa coinvolgere. Ellen si dà molto da fare, ma con scarsi risultati. Stan e Avery fraintendono il significato del progetto e sabotano la navicella. Tyler, aiutando gli altri, troverà il senso della sua esistenza.

## Il meticcio e il riccone
- Titolo: The Mutt and the Mogul
- Diretto da: Roger Christiansen
- Scritto da: Steve Jarczak & Shawn Thomas

### Trama
Avery e Tyler fanno di tutto per evitare che Stan faccia la pubblicità all'ente di beneficenza per la tutela degli animali del miliardario Tom Fairbanks. Nel frattempo Chloe è ossessionata dal personaggio del detective Savannah Snoops.

## Stan va a scuola
- Titolo: Stan Gets Schooled
- Diretto da: Rob Schiller
- Scritto da: Amy Pittman

### Trama
L'amore per lo studio spinge Avery a portare a scuola con sé Stan. Lei vorrebbe condividere con lui dei progetti culturali, ma l'evidenza dei fatti non tarda a rendere l'idea di Avery inapplicabile. Con uno slancio di sincerità Stan si toglierà d'impaccio e tornerà a essere “cane”. Chloe vorrà emulare i suoi genitori coinvolgendo il suo amico Mason.

## Karl e il segreto di Stan
- Titolo: Karl Finds Out Stan's Secret
- Diretto da: Alex Zamm
- Scritto da: Jim Hope

### Trama
Karl sta spiando da tempo Stan, Tyler, Avery e Chloe e ha scoperto che Stan sa parlare. Minaccia di rivelare questo segreto, ma i ragazzi si difendono, minacciando a loro volta di svelare alla madre di Karl che il figlio è uno spione. Karl, che teme l'ira della madre, acconsente a non dire nulla. Ellen vorrebbe aiutare Bennett a scrivere il suo libro sulle famiglie ricostituite, perché teme che la sua versione metta in cattiva luce la loro famiglia. 

## I ragazzi scoprono il blog di Stan
- Titolo: The Kids Find Out Stan Blogs
- Diretto da: Sean Mulcahy
- Scritto da: Michael B Kaplan